# ۱۸۰ (قمری)
۱۸۰ (قمری)، صد و هشتادمین سال در گاهشماری هجری قمری است. اول محرم این سال برابر با بیستم مارس سال ۷۹۶ میلادی است.

## زادگان
- ذوالنون مصری از بزرگان  تصوف .